# Grattacieli più alti del mondo
Questa è la lista (aggiornata al 12 agosto del 2025) dei grattacieli più alti del mondo, ordinati per:
- altezza strutturale (dalla base al punto architetturale o strutturale, purché integrato nell'edificio, più alto);
- punto più alto dell'edificio.

## Criteri di classificazione

Una comparazione tra gli edifici più alti (2013)

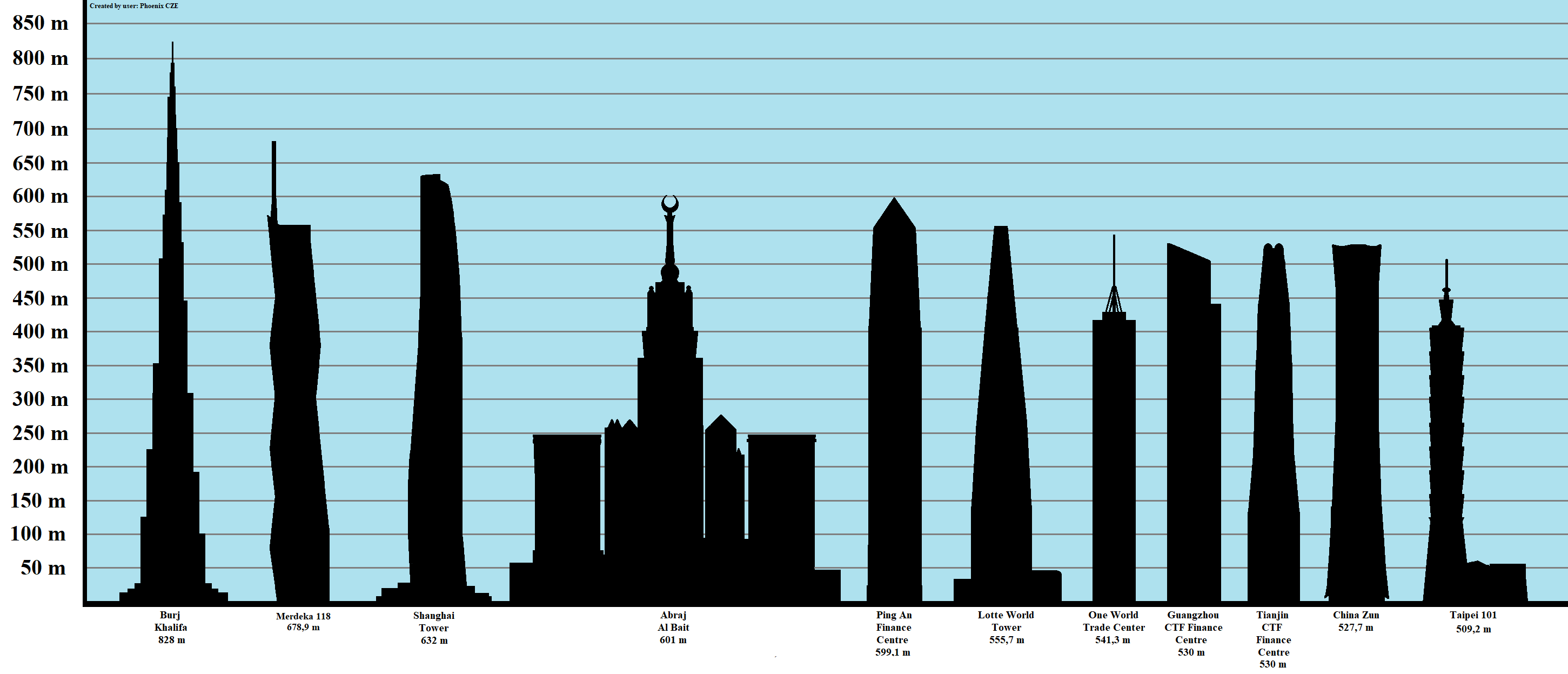
Un diagramma mostra i grattacieli dal più grande al più piccolo (2024)

Il sito Emporis classifica gli edifici in base all'altezza dei loro elementi architettonici strutturali, il che significa:
- altezza di guglie, statue e ogni altro elemento architettonico integrato viene considerato per l'altezza dell'edificio;
- altezza di eventuali antenne;
- l'altezza del tetto è rilevante solo se non vi sono elementi architettonici integrati più alti.

Questo può compromettere la classifica di edifici senza guglie o con antenne al posto di guglie e pinnacoli. La più evidente discrepanza tra questi sistemi di misura si può vedere nelle torri Petronas, che con le loro guglie sono classificate più alte della Sears Tower comprese le antenne, anche se le Petronas Towers hanno sia un tetto sia un punto estremo più basso.
Liste alternative di edifici sono gestite dal Council on Tall Buildings and Urban Habitat. Queste liste, originariamente compilate nel 1996 per risolvere la controversia su quale edificio fosse il più alto tra le Torri Petronas e la Sears Tower, classificano gli edifici in quattro categorie: 
- altezza al punto strutturale o architettonico più alto;
- altezza del piano occupato più elevato;
- altezza all'estremità del tetto;
- altezza di una qualunque parte dell'edificio.

Al momento il Burj Khalifa di Dubai, ultimato nel gennaio del 2009, è il più alto grattacielo del mondo (829,80 m). Al secondo posto, superato di circa 150 metri, il Merdeka 118 (678,90 m), la cui struttura è stata completata nel 2022.

## I grattacieli più alti del mondo (superiori ai 370 m)

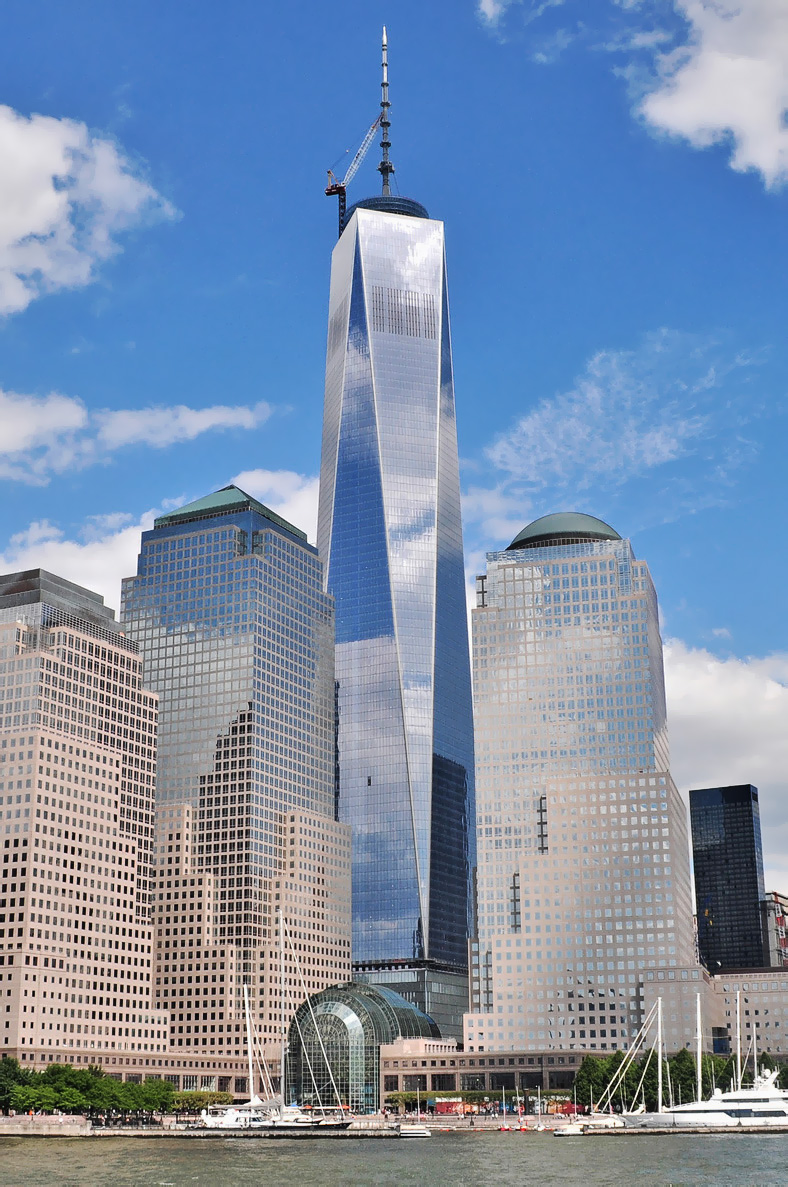
One World Trade Center

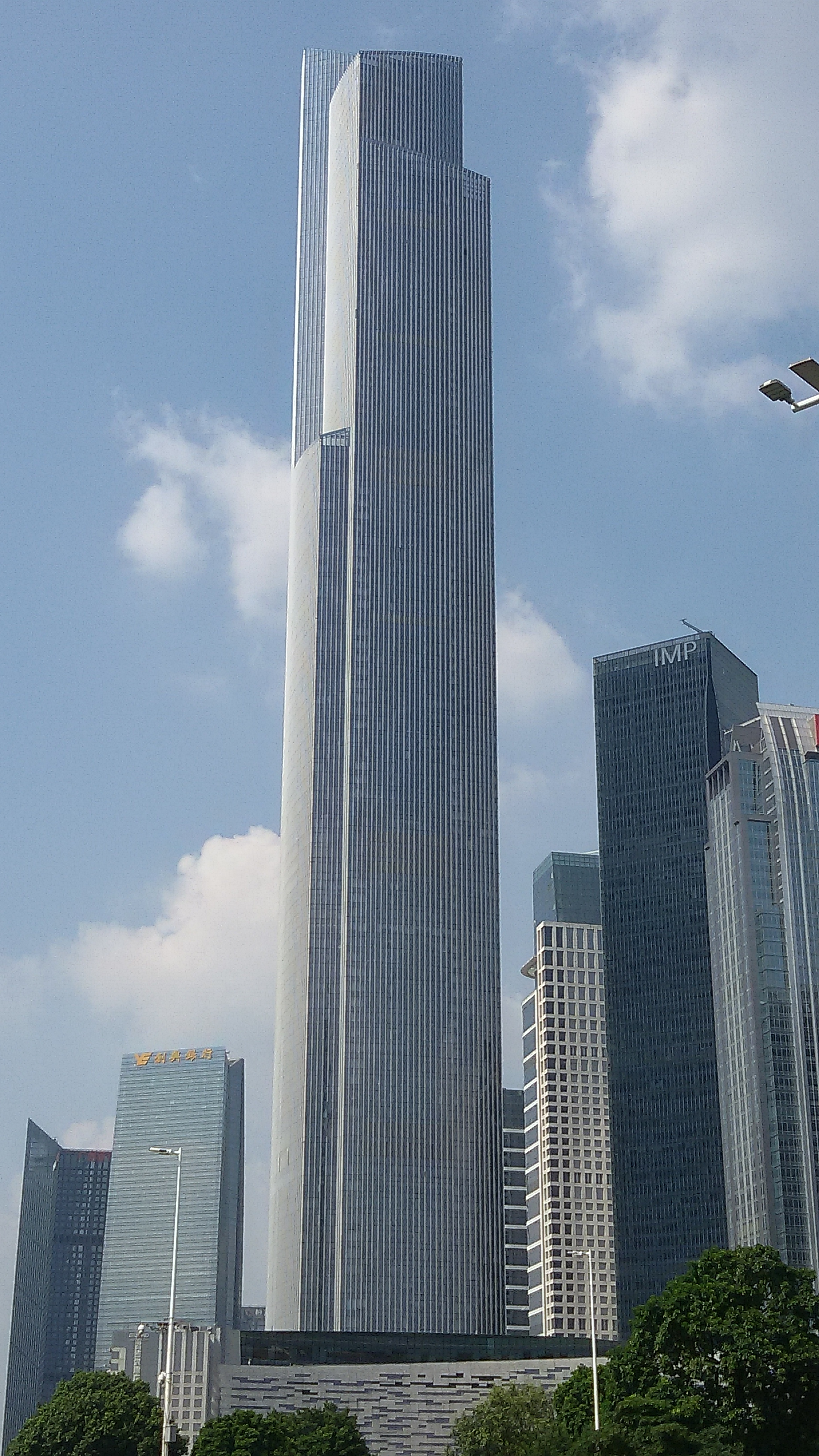
Guangzhou CTF Finance Centre

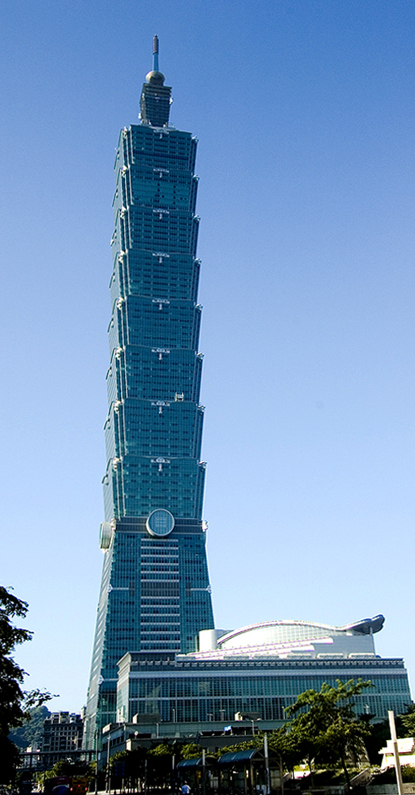
Taipei 101

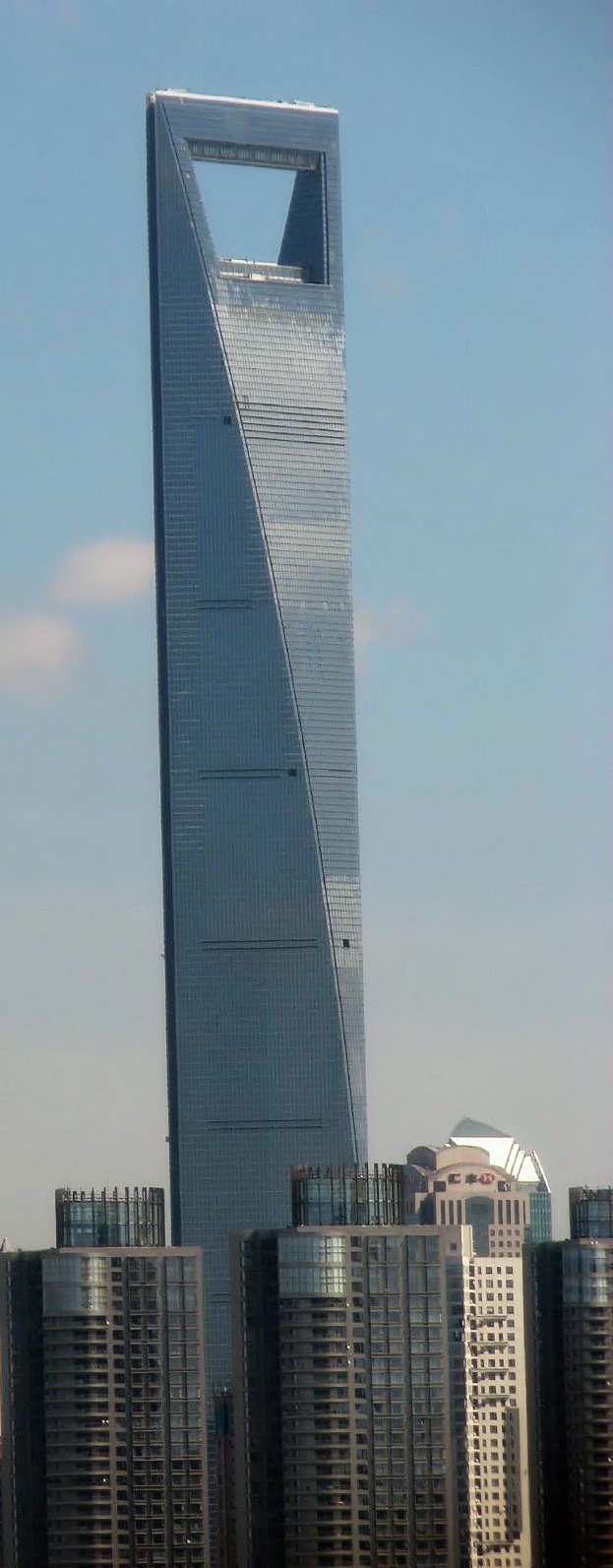
Shanghai World Financial Center

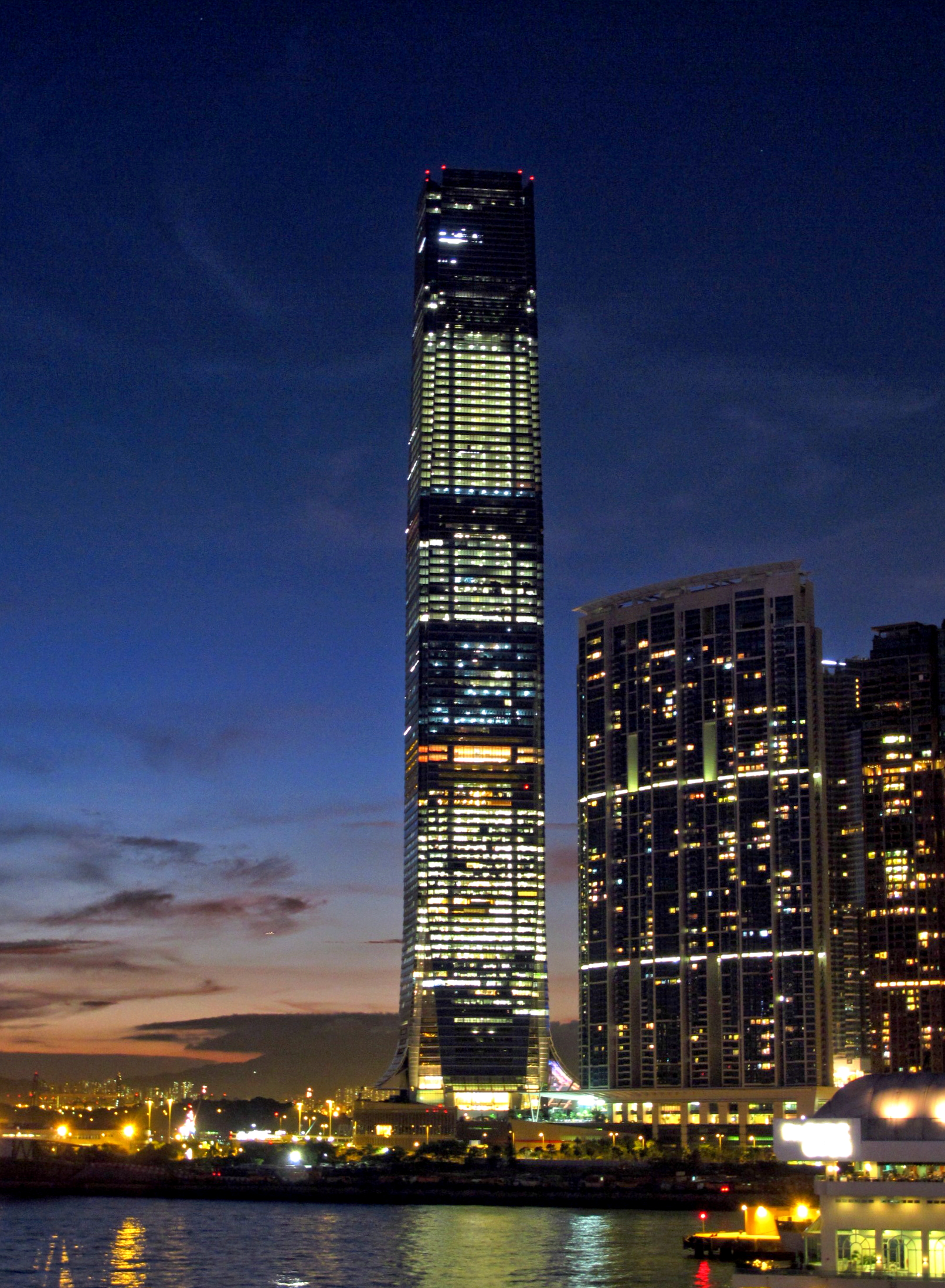
International Commerce Centre

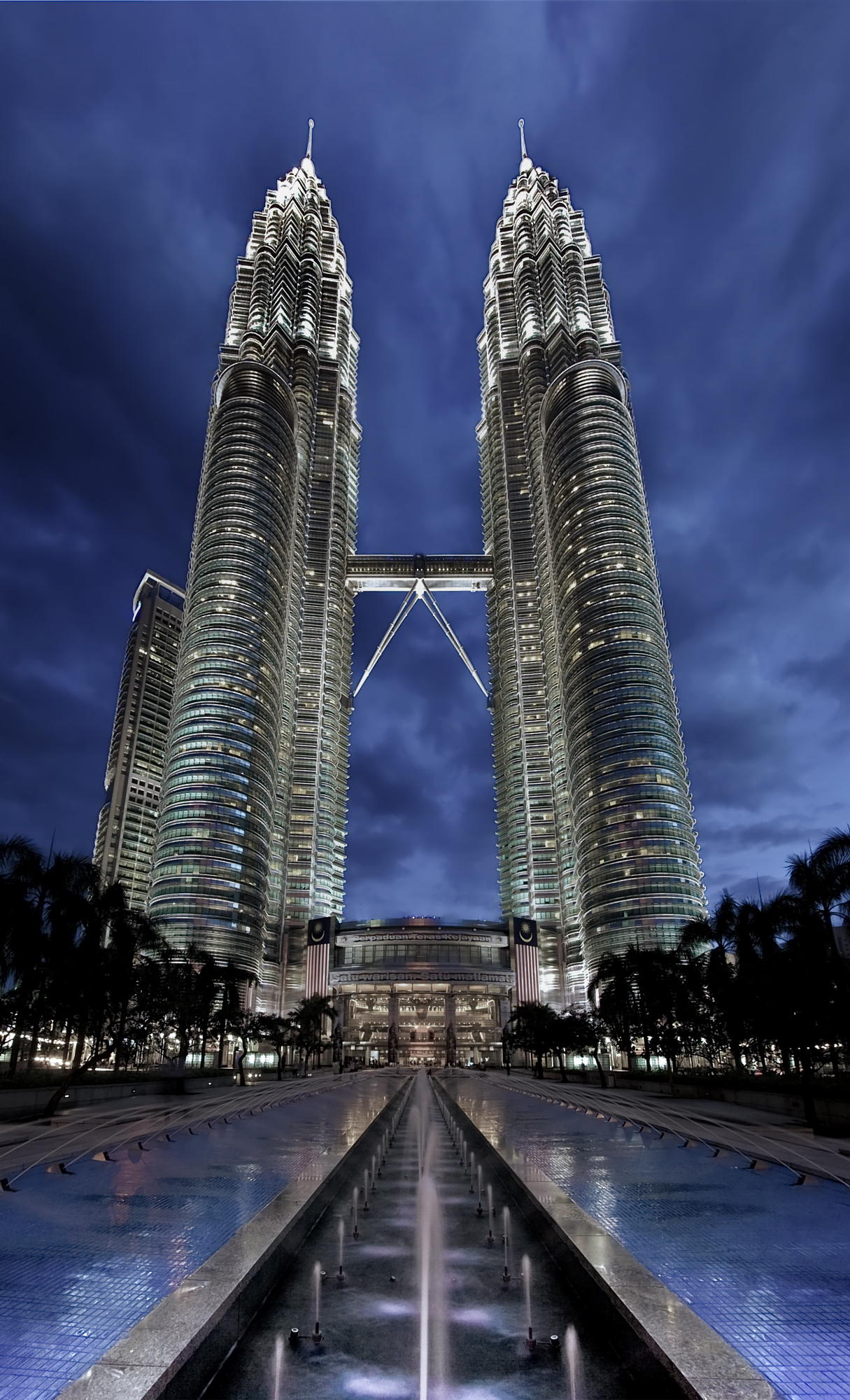
Torri Petronas

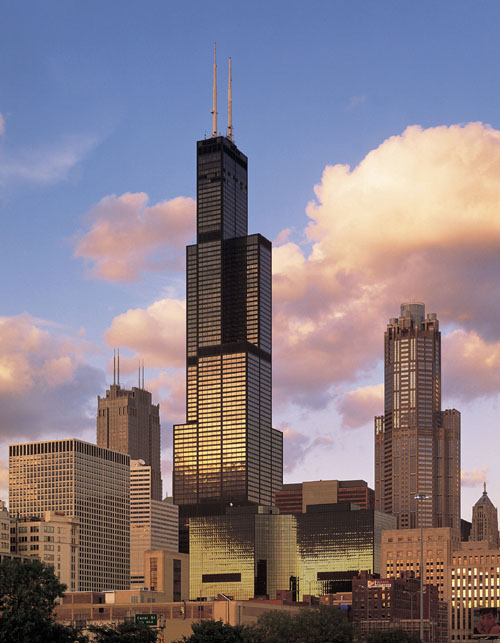
Willis Tower

KK100

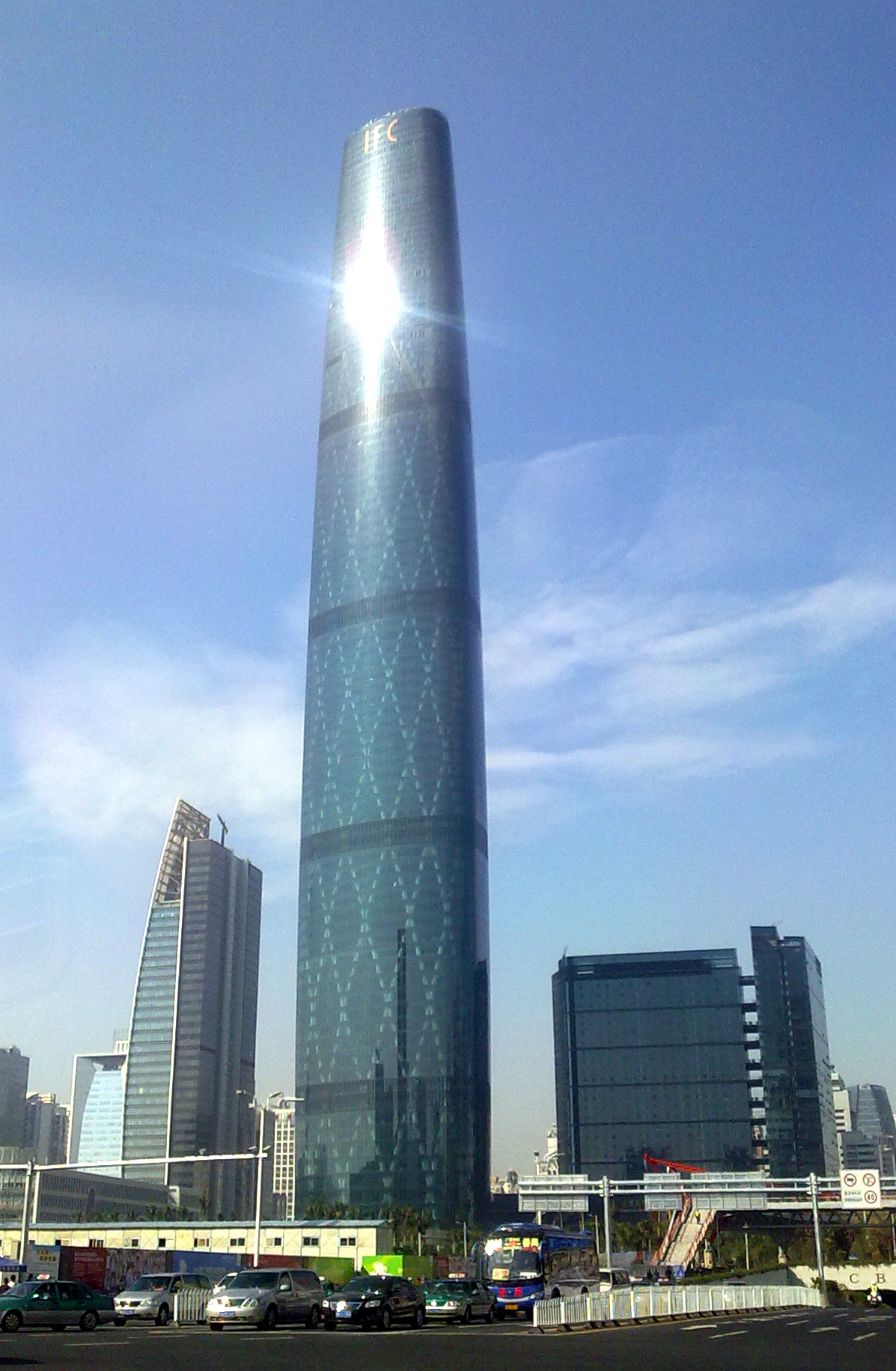
Guangzhou International Finance Center

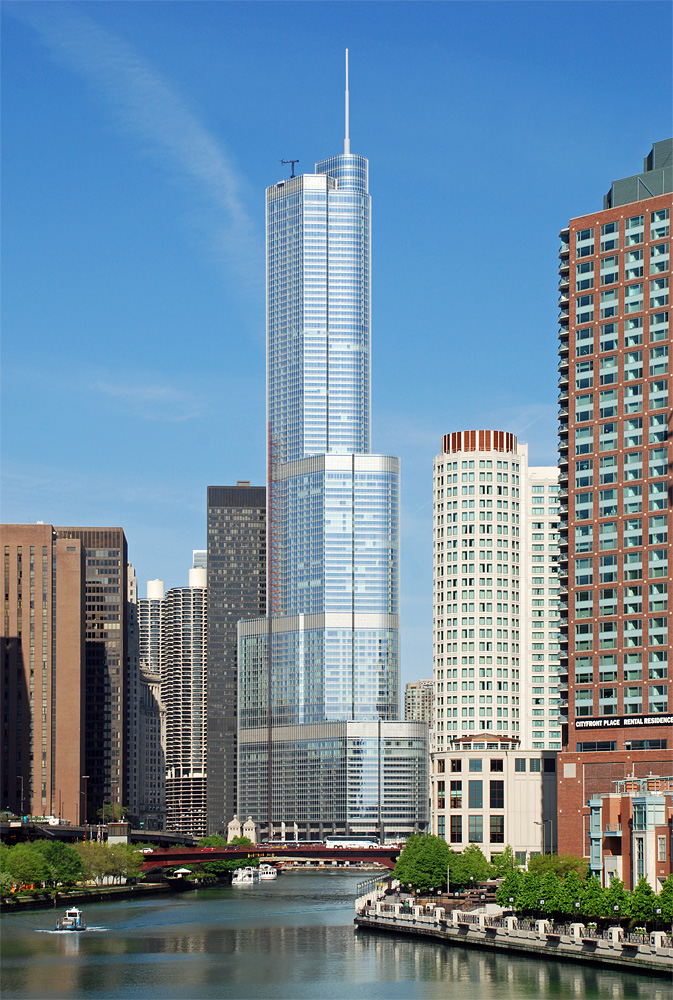
Trump International Hotel and Tower

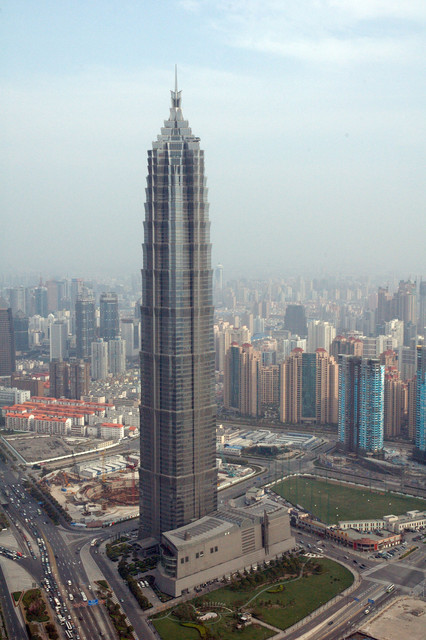
Jin Mao Tower

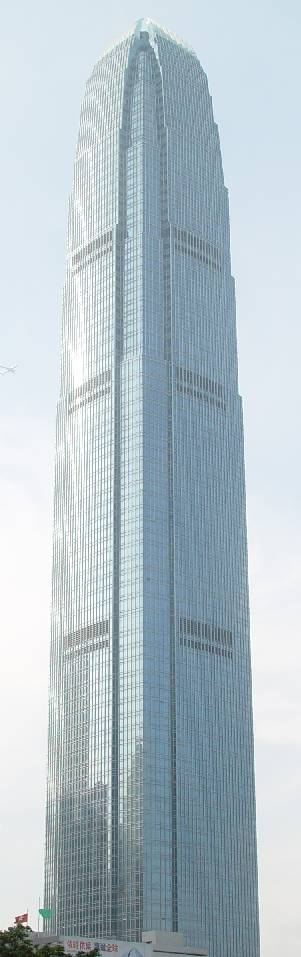
International Finance Centre

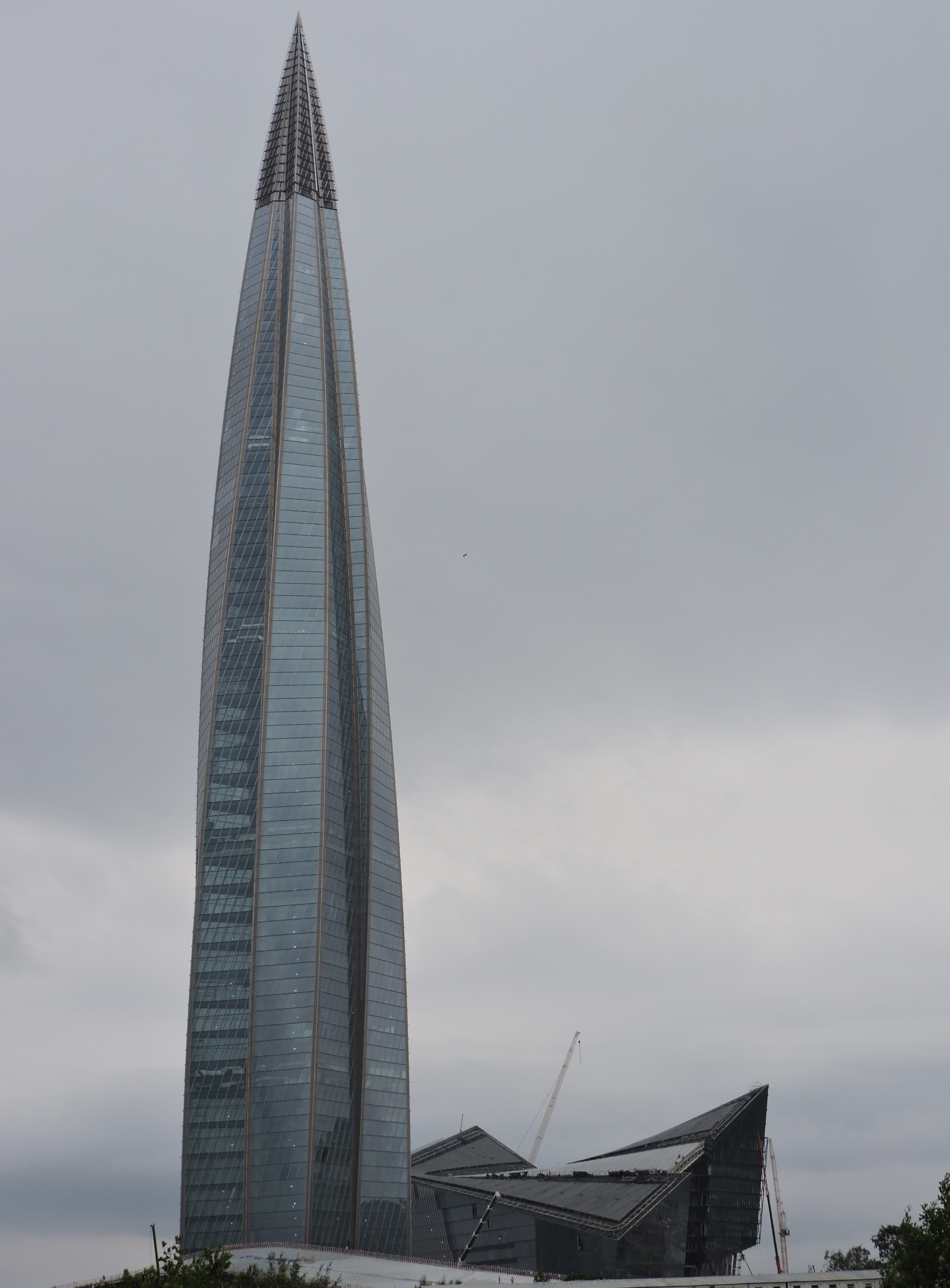
Lakhta Center

| Posiz. | Nome                                   | Città           | Stato               | Altezza (m) | Piani | Anno |
| ------ | -------------------------------------- | --------------- | ------------------- | ----------- | ----- | ---- |
| 1      | Burj Khalifa                           | Dubai           | Emirati Arabi Uniti | 829,80      | 163   | 2010 |
| 2      | Merdeka 118                            | Kuala Lumpur    | Malaysia            | 678,90      | 118   | 2023 |
| 3      | Shanghai Tower                         | Shanghai        | Cina                | 632         | 128   | 2015 |
| 4      | Abraj Al Bait                          | La Mecca        | Arabia Saudita      | 601         | 120   | 2012 |
| 5      | Ping An Finance Centre                 | Shenzhen        | Cina                | 599,10      | 115   | 2017 |
| 6      | Lotte World Tower                      | Seul            | Corea del Sud       | 555.70      | 123   | 2017 |
| 7      | One World Trade Center                 | New York        | Stati Uniti         | 541,33      | 94    | 2014 |
| 8      | Tianjin CTF Finance Centre             | Tientsin        | Cina                | 530,40      | 97    | 2019 |
| 9      | Guangzhou CTF Finance Centre           | Canton          | Cina                | 530         | 111   | 2016 |
| 10     | China Zun                              | Pechino         | Cina                | 528         | 109   | 2018 |
| 11     | Taipei 101                             | Taipei          | Taiwan              | 509,20      | 101   | 2004 |
| 12     | Shanghai World Financial Center        | Shanghai        | Cina                | 494,30      | 101   | 2008 |
| 13     | International Commerce Centre          | Hong Kong       | Hong Kong           | 484         | 108   | 2010 |
| 14     | Wuhan Greenland Center                 | Wuhan           | Cina                | 475,60      | 101   | 2023 |
| 15     | Central Park Tower                     | New York        | Stati Uniti         | 472,40      | 98    | 2020 |
| 16     | Lachta-centr                           | San Pietroburgo | Russia              | 462         | 87    | 2019 |
| 17     | Landmark 81                            | Ho Chi Minh     | Vietnam             | 461,30      | 81    | 2018 |
| 18     | The Exchange 106                       | Kuala Lumpur    | Malaysia            | 453,60      | 95    | 2019 |
| 19     | Changsha IFS Tower T1                  | Changsha        | Cina                | 452,10      | 94    | 2018 |
| 20/21  | Torre Petronas 1                       | Kuala Lumpur    | Malaysia            | 451,90      | 88    | 1998 |
| 20/21  | Torre Petronas 2                       | Kuala Lumpur    | Malaysia            | 451,90      | 88    | 1998 |
| 22     | Nanjing Greenland Financial Center     | Nanchino        | Cina                | 450         | 89    | 2010 |
| 23     | Suzhou IFS                             | Suzhou          | Cina                | 450         | 95    | 2019 |
| 24     | Wuhan Center                           | Wuhan           | Cina                | 443,10      | 88    | 2019 |
| 25     | Willis Tower                           | Chicago         | Stati Uniti         | 442,10      | 108   | 1974 |
| 26     | KK100                                  | Shenzhen        | Cina                | 441,80      | 98    | 2011 |
| 27     | Guangzhou International Finance Center | Canton          | Cina                | 440,20      | 100   | 2010 |
| 28     | 111 West 57th Street                   | New York        | Stati Uniti         | 435,30      | 82    | 2021 |
| 29     | One Vanderbilt                         | New York        | Stati Uniti         | 427         | 58    | 2020 |
| 30     | 432 Park Avenue                        | New York        | Stati Uniti         | 425,70      | 89    | 2015 |
| 31     | Marina 101                             | Dubai           | Emirati Arabi Uniti | 425         | 101   | 2017 |
| 32     | Trump International Hotel and Tower    | Chicago         | Stati Uniti         | 423,20      | 98    | 2009 |
| 33     | Minying International Trade Center     | Dongguan        | Cina                | 422,60      | 88    | 2021 |
| 34     | Jin Mao Tower                          | Shanghai        | Cina                | 420,50      | 88    | 1999 |
| 35     | Princess Tower                         | Dubai           | Emirati Arabi Uniti | 414         | 101   | 2012 |
| 36     | Al Hamra Tower                         | Al Kuwait       | Kuwait              | 412,60      | 74    | 2011 |
| 37     | International Finance Centre           | Hong Kong       | Hong Kong           | 412         | 88    | 2003 |
| 38     | Haeundae LCT The Sharp Landmark Tower  | Pusan           | Corea del Sud       | 411,60      | 101   | 2019 |
| 39     | Ningbo Center Tower 1                  | Ningbo          | Cina                | 409         | 80    | 2024 |
| 40     | Nanning China Resources Tower          | Nanning         | Cina                | 402,70      | 85    | 2020 |
| 41     | Guiyang Financial Center Tower 1       | Guiyang         | Cina                | 401         | 76    | 2020 |
| 42     | 30 Hudson Yards                        | New York        | Stati Uniti         | 395         | 73    | 2019 |
| 43     | Iconic Tower                           | Il Cairo        | Egitto              | 393,80      | 77    | 2023 |
| 44     | 23 Marina                              | Dubai           | Emirati Arabi Uniti | 392,80      | 89    | 2012 |
| 45     | China Resources Headquarters           | Shenzhen        | Cina                | 392,50      | 68    | 2018 |
| 46     | CITIC Plaza                            | Canton          | Cina                | 391,10      | 80    | 1997 |
| 47     | Chengmai Center                        | Shenzhen        | Cina                | 388,30      | 70    | 2023 |
| 48     | Shum Yip Upperhills Tower 1            | Shenzhen        | Cina                | 388,10      | 80    | 2020 |
| 49     | Capital Market Authority Headquarters  | Riad            | Arabia Saudita      | 385         | 72    | 2018 |
| 50     | Shun Hing Square                       | Shenzhen        | Cina                | 384         | 69    | 1996 |
| 51     | Eton Place Dalian                      | Dalian          | Cina                | 383,20      | 80    | 2016 |
| 52     | Autograph Tower                        | Giacarta        | Indonesia           | 382,90      | 75    | 2023 |
| 53     | Burj Mohammed bin Rashid               | Abu Dhabi       | Emirati Arabi Uniti | 382         | 88    | 2014 |
| 54     | Nanning Logan Century 1                | Nanning         | Cina                | 381,30      | 82    | 2018 |
| 55     | Empire State Building                  | New York        | Stati Uniti         | 381         | 102   | 1931 |
| 56     | Elite Residence                        | Dubai           | Emirati Arabi Uniti | 381         | 87    | 2012 |
| 57     | Riverview Plaza                        | Wuhan           | Cina                | 376         | 73    | 2021 |
| 58     | Shenzhen Center                        | Shenzhen        | Cina                | 375,60      | 70    | 2021 |
| 59     | Central Plaza                          | Hong Kong       | Hong Kong           | 374         | 78    | 1992 |
| 60     | Torre della Federazione                | Mosca           | Russia              | 374         | 97    | 2016 |
| 61     | Dalian International Trade Center      | Dalian          | Cina                | 370,20      | 86    | 2019 |
| 62     | Address Boulevard                      | Dubai           | Emirati Arabi Uniti | 370         | 73    | 2017 |

- Fonte dei dati:

## Misure alternative

### Altezza del tetto
Molti ammiratori dei grattacieli preferiscono considerare l'altezza del tetto per determinare l'edificio più alto, in quanto il dettaglio architettonico è visto come una definizione oggettiva e molto meno corretta. Qui di seguito sono elencati i grattacieli con altezza del tetto superiore ai 300 metri.
| #  | Nome                                   | Città           | Nazione             | Altezza (m) | Piani | Anno |
| -- | -------------------------------------- | --------------- | ------------------- | ----------- | ----- | ---- |
| 1  | Burj Khalifa                           | Dubai           | Emirati Arabi Uniti | 739,44      | 163   | 2010 |
| 2  | Abraj Al Bait                          | La Mecca        | Arabia Saudita      | 600         | 120   | 2012 |
| 3  | Shanghai Tower                         | Shanghai        | Cina                | 574,65      | 128   | 2015 |
| 4  | Ping An Finance Centre                 | Shenzen         | Cina                | 555,10      | 115   | 2017 |
| 5  | Guangzhou CTF Finance Centre           | Canton          | Cina                | 530         | 111   | 2016 |
| 6  | Lotte World Tower                      | Seul            | Corea del Sud       | 497,60      | 123   | 2016 |
| 7  | Shanghai World Financial Center        | Shanghai        | Cina                | 487,41      | 101   | 2008 |
| 8  | International Commerce Centre          | Hong Kong       | Hong Kong           | 480         | 108   | 2010 |
| 9  | Lachta-centr                           | San Pietroburgo | Russia              | 462         | 87    | 2018 |
| 10 | Landmark 81                            | Ho Chi Minh     | Vietnam             | 461,30      | 81    | 2018 |
| 11 | Taipei 101                             | Taipei          | Taiwan              | 449,20      | 101   | 2004 |
| 12 | Willis Tower                           | Chicago         | Stati Uniti         | 442,10      | 108   | 1974 |
| 13 | KK100                                  | Shenzhen        | Cina                | 441,80      | 100   | 2011 |
| 14 | Guangzhou International Finance Center | Canton          | Cina                | 432         | 103   | 2009 |
| 15 | 432 Park Avenue                        | New York        | Stati Uniti         | 425,70      | 89    | 2015 |
| 16 | One World Trade Center                 | New York        | Stati Uniti         | 417         | 94    | 2014 |
| 17 | International Finance Centre           | Hong Kong       | Hong Kong           | 406,90      | 88    | 2003 |
| 18 | 23 Marina                              | Dubai           | Emirati Arabi Uniti | 392,80      | 89    | 2012 |
| 19 | Princess Tower                         | Dubai           | Emirati Arabi Uniti | 392         | 101   | 2012 |
| 20 | 30 Hudson Yards                        | New York        | Stati Uniti         | 386         | 72    | 2019 |
| 21 | Empire State Building                  | New York        | Stati Uniti         | 381         | 102   | 1931 |
| 22 | Nanjing Greenland Financial Center     | Nanchino        | Cina                | 381         | 89    | 2009 |
| 23 | Torre Petronas 1                       | Kuala Lumpur    | Malaysia            | 378,60      | 88    | 1998 |
| 24 | Torre Petronas 2                       | Kuala Lumpur    | Malaysia            | 378,60      | 88    | 1998 |
| 25 | Federation Tower                       | Mosca           | Russia              | 374         | 95    | 2016 |
| 26 | Jin Mao Tower                          | Shanghai        | Cina                | 370         | 88    | 1998 |
| 27 | Al Hamra Tower                         | Al Kuwait       | Kuwait              | 368         | 74    | 2011 |
| 28 | Trump International Hotel and Tower    | Chicago         | Stati Uniti         | 356,60      | 98    | 2009 |
| 29 | Tuntex Sky Tower                       | Kaohsiung       | Taiwan              | 347,50      | 85    | 1997 |
| 30 | Aon Center                             | Chicago         | Stati Uniti         | 346,30      | 83    | 1973 |
| 31 | John Hancock Center                    | Chicago         | Stati Uniti         | 343,50      | 100   | 1969 |
| 32 | Mercury City Tower                     | Mosca           | Russia              | 339         | 75    | 2012 |
| 33 | China World Trade Center Tower 3       | Pechino         | Cina                | 333         | 74    | 2008 |
| 34 | Ryugyong Hotel                         | Pyongyang       | Corea del Nord      | 330         | 105   | 1992 |
| 35 | The Index                              | Dubai           | Emirati Arabi Uniti | 326         | 80    | 2009 |
| 36 | Shun Hing Square                       | Shenzhen        | Cina                | 324,80      | 69    | 1996 |
| 37 | CITIC Plaza                            | Canton          | Cina                | 321,90      | 80    | 1997 |
| 38 | Nina Tower                             | Hong Kong       | Hong Kong           | 318,80      | 80    | 2006 |
| 39 | Rose Tower                             | Dubai           | Emirati Arabi Uniti | 315         | 72    | 2008 |
| 40 | Emirates Office Tower                  | Dubai           | Emirati Arabi Uniti | 311         | 56    | 2000 |
| 41 | U.S. Bank Tower                        | Los Angeles     | Stati Uniti         | 310,30      | 73    | 1989 |
| 42 | Menara Telekom                         | Kuala Lumpur    | Malaysia            | 310         | 55    | 2001 |
| 43 | Almas Tower                            | Dubai           | Emirati Arabi Uniti | 310         | 74    | 2008 |
| 44 | Central Plaza                          | Hong Kong       | Hong Kong           | 309         | 78    | 1992 |
| 45 | One57                                  | New York        | Stati Uniti         | 306         | 75    | 2014 |
| 46 | Address Downtown                       | Dubai           | Emirati Arabi Uniti | 306         | 63    | 2008 |
| 47 | JPMorgan Chase Tower                   | Houston         | Stati Uniti         | 305,40      | 75    | 1982 |
| 48 | Northeast Asia Trade Tower             | Incheon         | Corea del Sud       | 305,10      | 68    | 2010 |
| 49 | Bank of Cina Tower                     | Hong Kong       | Hong Kong           | 305,10      | 72    | 1990 |
| 50 | The Shard                              | Londra          | Regno Unito         | 304,10      | 73    | 2012 |
| 51 | Baiyoke Tower II                       | Bangkok         | Thailandia          | 304         | 85    | 1997 |
| 52 | Wells Fargo Plaza                      | Houston         | Stati Uniti         | 302,40      | 71    | 1983 |
| 53 | Città delle Capitali                   | Mosca           | Russia              | 301,15      | 76    | 2010 |
| 54 | Doosan Haeundae We've the Zenith       | Pusan           | Corea del Sud       | 301         | 80    | 2011 |
| 55 | Kingdom Centre                         | Riad            | Arabia Saudita      | 300         | 41    | 2002 |

- Fonte dei dati: World's Tallest Skyscrapers Emporis.com

### Altezza al piano occupato più alto
| Posiz. | Nome                                   | Città     | Stato               | Altezza (m) | Piani | Anno |
| ------ | -------------------------------------- | --------- | ------------------- | ----------- | ----- | ---- |
| 1      | Burj Khalifa                           | Dubai     | Emirati Arabi Uniti | 584,50      | 163   | 2010 |
| 2      | Goldin Finance 117                     | Tientsin  | Cina                | 584,10      | 128   | 2023 |
| 3      | Shanghai Tower                         | Shanghai  | Cina                | 583,40      | 128   | 2015 |
| 4      | Ping An Finance Centre                 | Shenzhen  | Cina                | 562,20      | 115   | 2017 |
| 5      | Abraj Al Bait                          | La Mecca  | Arabia Saudita      | 530         | 120   | 2012 |
| 6      | China Zun                              | Pechino   | Cina                | 515         | 108   | 2018 |
| 7      | Lotte World Tower                      | Seul      | Corea del Sud       | 497,60      | 123   | 2017 |
| 8      | Guangzhou CTF Finance Centre           | Canton    | Cina                | 495,50      | 111   | 2016 |
| 9      | Shanghai World Financial Center        | Shanghai  | Cina                | 474         | 101   | 2008 |
| 10     | International Commerce Centre          | Hong Kong | Cina                | 468,80      | 118   | 2010 |
| 11     | Tianjin CTF Finance Centre             | Tientsin  | Cina                | 439,40      | 98    | 2019 |
| 12     | Taipei 101                             | Taipei    | Taiwan              | 438         | 101   | 2004 |
| 13     | Changsha IFS Tower T1                  | Changsha  | Cina                | 437,10      | 94    | 2018 |
| 14     | KK100                                  | Shenzhen  | Cina                | 427,10      | 100   | 2011 |
| 15     | Guangzhou International Finance Center | Canton    | Cina                | 415,10      | 103   | 2010 |
| 16     | Willis Tower                           | Chicago   | Stati Uniti         | 412,70      | 108   | 1974 |
| 17     | Suzhou IFS                             | Suzhou    | Cina                | 406,40      | 98    | 2019 |

## Grattacieli in costruzione (superiori ai 350 m)
| Nome                                                 | Altezza architetturale prevista (m) | Piani | Anno | Stato               | Città              |
| ---------------------------------------------------- | ----------------------------------- | ----- | ---- | ------------------- | ------------------ |
| Jeddah Tower                                         | 1007                                | 167   | 2028 | Arabia Saudita      | Gedda              |
| Azizi Tower                                          | 725                                 | 131   | 2030 | Emirati Arabi Uniti | Dubai              |
| Lakta Center 2                                       | 703                                 | 150   | 2030 | Russia              | San Pietroburgo    |
| Goldin Finance 117                                   | 597                                 | 128   | 2027 | Cina                | Tientsin           |
| Burj Binghatti Jacob & Co. Residences                | 595                                 | 105   | 2027 | Emirati Arabi Uniti | Dubai              |
| Lakta Center 3                                       | 555                                 | 108   | 2030 | Russia              | San Pietroburgo    |
| Senna Tower                                          | 544                                 | 135   | 2029 | Brasile             | Balneário Camboriú |
| Tiger Sky Tower                                      | 532                                 | 116   | 2029 | Emirati Arabi Uniti | Dubai              |
| Six Senses Residences                                | 517                                 | 122   | 2028 | Emirati Arabi Uniti | Dubai              |
| The Line                                             | 500                                 | ?     | 2070 | Arabia Saudita      | Neom               |
| China Resources Hubei Old Village Redevelopment      | 500                                 | ?     | 2025 | Cina                | Shenzhen           |
| Greenland Jinmao International Financial Center      | 499,80                              | 102   | 2028 | Cina                | Nanchino           |
| Suzhou Zhongnan Center                               | 499,20                              | 103   | 2028 | Cina                | Suzhou             |
| HeXi Yuzui Tower A                                   | 498,80                              | 85    | 2028 | Cina                | Nanchino           |
| Greenland Centre                                     | 498                                 | 101   | 2026 | Cina                | Xi'an              |
| Fuyuan Zhongshan 108 IFC                             | 498                                 | 108   | 2029 | Cina                | Zhongshan          |
| Tianfu Center                                        | 488,90                              | 95    | 2027 | Cina                | Chengdu            |
| Rizhao Center                                        | 485                                 | 94    | 2028 | Cina                | Rizhao             |
| North Bund Tower                                     | 480                                 | 97    | 2030 | Cina                | Shanghai           |
| Chushang Building                                    | 475                                 | 111   | 2027 | Cina                | Wuhan              |
| Torre Rise                                           | 475                                 | 83    | 2028 | Messico             | Monterrey          |
| Wuhan CTF Finance Center                             | 475                                 | 84    | 2029 | Cina                | Wuhan              |
| Fosun Bund Center T1                                 | 470                                 | 100   | 2028 | Cina                | Wuhan              |
| SUNAC A-ONE Tower 1                                  | 470                                 | 103   | 2028 | Cina                | Chongqing          |
| Suzhou Center North Tower                            | 470                                 | 95    | 2028 | Cina                | Suzhou             |
| Chengdu Greenland Tower                              | 468                                 | 101   | 2029 | Cina                | Chengdu            |
| International Land - Sea Center                      | 458,20                              | 98    | 2026 | Cina                | Chongqing          |
| Aeternitas Tower                                     | 450                                 | 106   | 2028 | Emirati Arabi Uniti | Dubai              |
| Guizhou Culture Plaza                                | 450                                 | 97    | 2029 | Cina                | Guiyang            |
| Tianshan Gate of the World                           | 450                                 | 100   | 2029 | Cina                | Shijiazhuang       |
| China Resources Land Center                          | 450                                 | 98    | 2028 | Cina                | Dongguan           |
| One Tower                                            | 442,80                              | 106   | 2030 | Russia              | Mosca              |
| One Bangkok                                          | 436,10                              | 92    | 2030 | Thailandia          | Bangkok            |
| Diamond Tower                                        | 432                                 | 93    | 2028 | Arabia Saudita      | Gedda              |
| Greenland Shandong International Financial Center    | 428                                 | 88    | 2025 | Cina                | Jinan              |
| Haikou Tower                                         | 428                                 | 94    | 2026 | Cina                | Haikou             |
| JPMorgan Chase World Headquarters                    | 423                                 | 60    | 2025 | Stati Uniti         | New York           |
| Tour F                                               | 421                                 | 75    | 2027 | Costa d'Avorio      | Abidjan            |
| Tsingshan Holdings Group Global Headquarters Tower 1 | 418                                 | 75    | 2030 | Cina                | Wenzhou            |
| Nanjing Financial City Phase 2                       | 416,60                              | 88    | 2025 | Cina                | Nanchino           |
| Eye of Spring                                        | 407                                 | 100   | 2026 | Cina                | Kunming            |
| Luohu Friendship Trading Centre                      | 407                                 | 83    | 2027 | Cina                | Shenzhen           |
| Wuhan Yangtze River Center Tower                     | 400                                 | 82    | 2026 | Cina                | Wuhan              |
| Hangzhou West Railway Station Hub Tower 1            | 400                                 | 82    | 2026 | Cina                | Hangzhou           |
| Dubai City Tower One                                 | 400                                 | 101   | 2026 | Emirati Arabi Uniti | Dubai              |
| China Merchants Group West Headquarters              | 396                                 | 82    | 2028 | Cina                | Chengdu            |
| Shenzhen Bay Super Headquarters Base Tower C-1       | 394                                 | 78    | 2027 | Cina                | Shenzhen           |
| China Merchants Bank Headquarters Tower 1            | 393                                 | 77    | 2025 | Cina                | Shenzhen           |
| Tokyo Torch                                          | 390                                 | 63    | 2028 | Giappone            | Tokyo              |
| Haiyun Plaza                                         | 390                                 | 86    | 2025 | Cina                | Rizhao             |
| Lucheng Square                                       | 389                                 | 75    | 2026 | Cina                | Wenzhou            |
| Guohua Financial Center T1                           | 388                                 | 67    | 2028 | Cina                | Wuhan              |
| Greenland Star City Light Tower                      | 379,90                              | 83    | 2025 | Cina                | Changsha           |
| Guangdong Business Center                            | 375,50                              | 60    | 2025 | Cina                | Canton             |
| Country Garden Guiyang Center Tower 1                | 375,30                              | 77    | 2025 | Cina                | Guiyang            |
| China Merchants Prince Bay Tower                     | 374                                 | 59    | 2028 | Cina                | Shenzhen           |
| Ping An IFC                                          | 373                                 | 72    | 2026 | Cina                | Nanchang           |
| Xujiahui Center Tower 1                              | 370                                 | 80    | 2025 | Cina                | Shanghai           |
| Hengli Global Operations Headquarters Tower 1        | 369                                 | 80    | 2025 | Cina                | Suzhou             |
| Taipei Twin Towers D1                                | 369                                 | 74    | 2027 | Taiwan              | Taipei             |
| Shenyang Baoneng Global Financial Center T1          | 366                                 | 75    | 2027 | Cina                | Shenyang           |
| Wanda One                                            | 360                                 | 86    | 2026 | Cina                | Xi'an              |
| Greenland Group Suzhou Center                        | 358                                 | 77    | 2026 | Cina                | Suzhou             |
| China Resources Huafu Tower                          | 358                                 | 70    | 2025 | Cina                | Shenzhen           |
| Naga 3 Tower                                         | 358                                 | 75    | 2025 | Cambogia            | Phnom Penh         |
| Fosun Bund Center T2                                 | 356                                 | 75    | 2027 | Cina                | Wuhan              |
| Shenzhen Bay Super Headquarters Base Tower C-2       | 355,70                              | 68    | 2026 | Cina                | Shenzhen           |
| Central Bank of the Republic of Turkey               | 352                                 | 59    | 2025 | Turchia             | Istanbul           |
| Hongfa Jinnuo Center Tower 1                         | 350                                 | 75    | 2025 | Cina                | Shenyang           |
| Hongfa Jinnuo Center Tower 2                         | 350                                 | 75    | 2025 | Cina                | Shenyang           |
| Guowei ZY Plaza                                      | 350                                 | 62    | 2025 | Cina                | Zhuhai             |
| Guohong Center                                       | 350                                 | 71    | 2025 | Cina                | Wenzhou            |
| Global Port Tower 1                                  | 350                                 | 70    | 2025 | Cina                | Lanzhou            |
| Global Port Tower 2                                  | 350                                 | 70    | 2025 | Cina                | Lanzhou            |
| Baolixian Village Old Reform Project Main Building   | 350                                 | 70    | 2025 | Cina                | Canton             |
| Poly Liangxi Plaza                                   | 350                                 | 70    | 2025 | Cina                | Foshan             |
| Habtoor Tower                                        | 350                                 | 81    | 2028 | Emirati Arabi Uniti | Dubai              |

## Grattacieli proposti (superiori ai 500 m)
| Nome                                            | Altezza architetturale prevista (m) | Piani | Anno | Stato               | Città                      |
| ----------------------------------------------- | ----------------------------------- | ----- | ---- | ------------------- | -------------------------- |
| North Pole Project Tower 1                      | 2000                                | 678   | 2030 | Arabia Saudita      | Riad                       |
| Neom Wind Tower                                 | 1000                                | ?     | 2030 | Arabia Saudita      | Neom                       |
| Oblisco Capitale Tower                          | 1000                                | 165   | 2030 | Egitto              | New Administrative Capital |
| Bangkok Super Tower                             | 900                                 | ?     | 2030 | Thailandia          | Bangkok                    |
| Tradewinds Square                               | 775                                 | 150   | ?    | Malaysia            | Kuala Lumpur               |
| BUMN Tower                                      | 700                                 | 150   | 2030 | Indonesia           | Nusantara                  |
| Tower M                                         | 700                                 | 145   | ?    | Malaysia            | Kuala Lumpur               |
| Bandar Malaysia Landmark Tower                  | 600                                 | 150   | 2030 | Malaysia            | Kuala Lumpur               |
| Phuong Trach Tower                              | 600                                 | ?     | 2028 | Vietnam             | Hanoi                      |
| Boardwalk at Bricktown - Legends Tower          | 581,30                              | 142   | 2030 | Stati Uniti         | Oklahoma City              |
| Hyundai Global Business Center                  | 569                                 | 105   | 2028 | Corea del Sud       | Seul                       |
| Thai Boon Roong Twin Tower World Trade Center 1 | 561,70                              | 133   | 2028 | Cambogia            | Phnom Penh                 |
| Thai Boon Roong Twin Tower World Trade Center 2 | 561,70                              | 133   | 2028 | Cambogia            | Phnom Penh                 |
| Affirmation Tower                               | 507                                 | 95    | 2028 | Stati Uniti         | New York                   |
| Corinthia Dubai                                 | 500                                 | 102   | 2030 | Emirati Arabi Uniti | Dubai                      |

## Lista per continenti
La tabella seguente indica l'edificio più alto di ogni continente (al dettaglio architettonico, vedi prima tabella della voce).
| Continente   | Edificio                                                  | Altezza (metri) | Piani | Anno | Nazione             | Città                         |
| ------------ | --------------------------------------------------------- | --------------- | ----- | ---- | ------------------- | ----------------------------- |
| Asia         | Burj Khalifa                                              | 829,80          | 163   | 2010 | Emirati Arabi Uniti | Dubai                         |
| Africa       | Iconic Tower                                              | 393,80          | 77    | 2023 | Egitto              | Nuova Capitale Amministrativa |
| Nord America | One World Trade Center                                    | 541,33          | 94    | 2014 | Stati Uniti         | New York                      |
| Europa       | Lachta-centr                                              | 462             | 87    | 2019 | Russia              | San Pietroburgo               |
| Sud America  | Gran Torre Santiago                                       | 300             | 63    | 2013 | Cile                | Santiago del Cile             |
| Oceania      | Q1 Tower                                                  | 322,50          | 78    | 2005 | Australia           | Surfers Paradise              |
| Antartide    | Long Duration Balloon (LDB) Payload Preparation Buildings | 15              | 1     | 2005 | -                   | Stazione McMurdo              |